# Установка підготовки Мінерва/Афіна
Установка підготовки Мінерва/Афіна — елемент нафтогазової інфраструктури Австралії на південному сході країни.
У 2005 році в басейні Отвей почалась розробка офшорного газового родовища Мінерва, продукцію якого подали по трубопроводу до берегової установки підготовки. Остання провадила вилучення конденсату, після чого могла видавати товарний газ по системі перемичок, що забезречує доступ до трубопроводів Айона – Мельбурн, Айона – Портленд та Айона – Аделаїда. Проєктна добова потужність установки становила 4 млн м3 на добу (і при таких обсягах було можливо вилучати 600 барелів конденсату).
У 2019-му установку зупинили через вичерпання запасів Мінерви. Втім, майданчик одразу продали іншому власнику, який з 2021-го почав використовувати його для підготовки продукції кількох інших офшорних родовищ басейну, що раніше відправлялась на установку підготовки Айона (для цього газопровід Недебі — Айона був сполучений з трубопроводом від родовища Мінерва). Щоб підкреслити перетворення майданчику на центральну установку підготовки його перейменували, хоча й обрали близьку до попередньої за змістом назву — Афіна.